# Landschaftsschutzgebiet Berkeibachtal

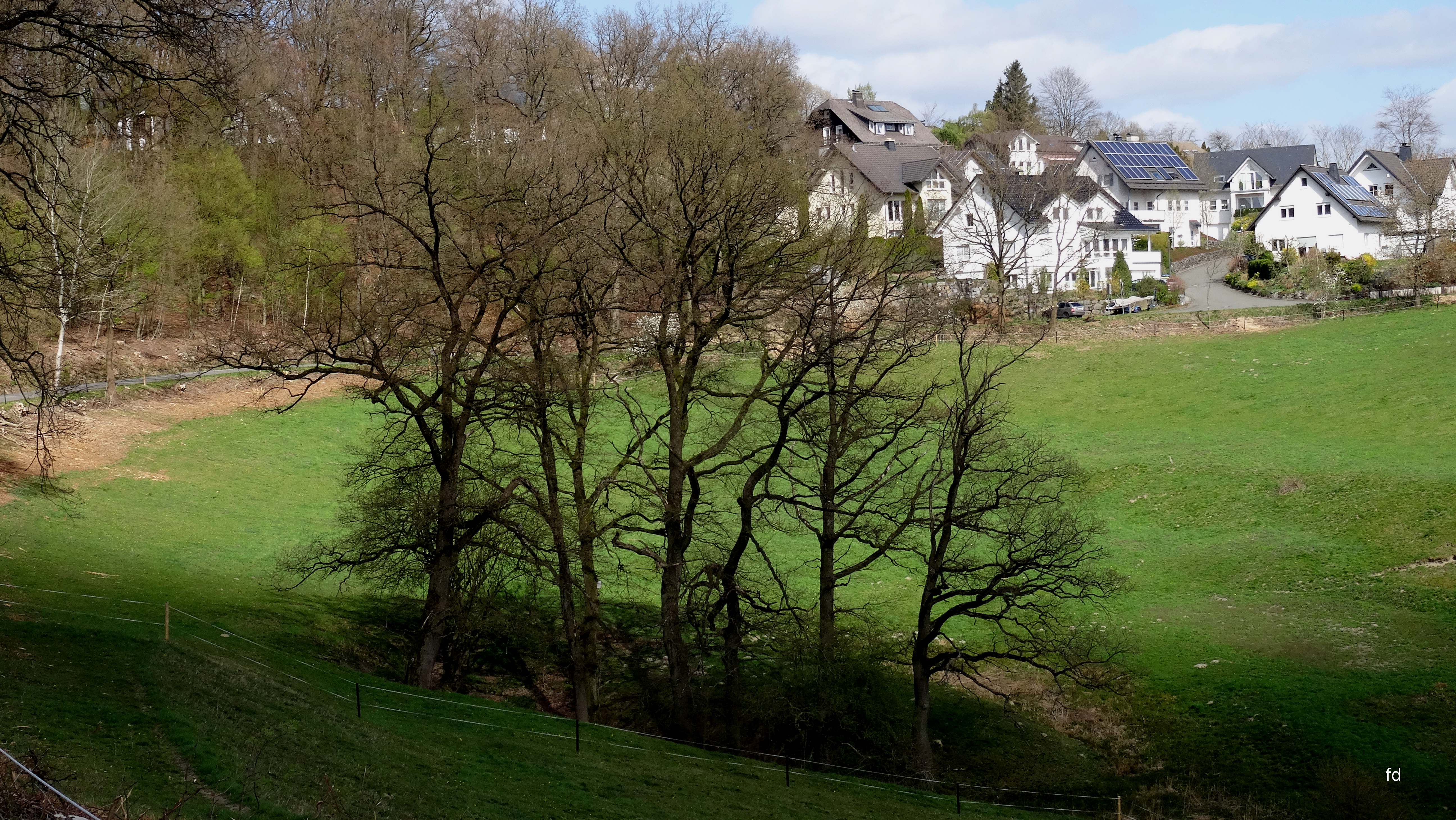
Berkei-Quellgebiet westlich von Eversberg

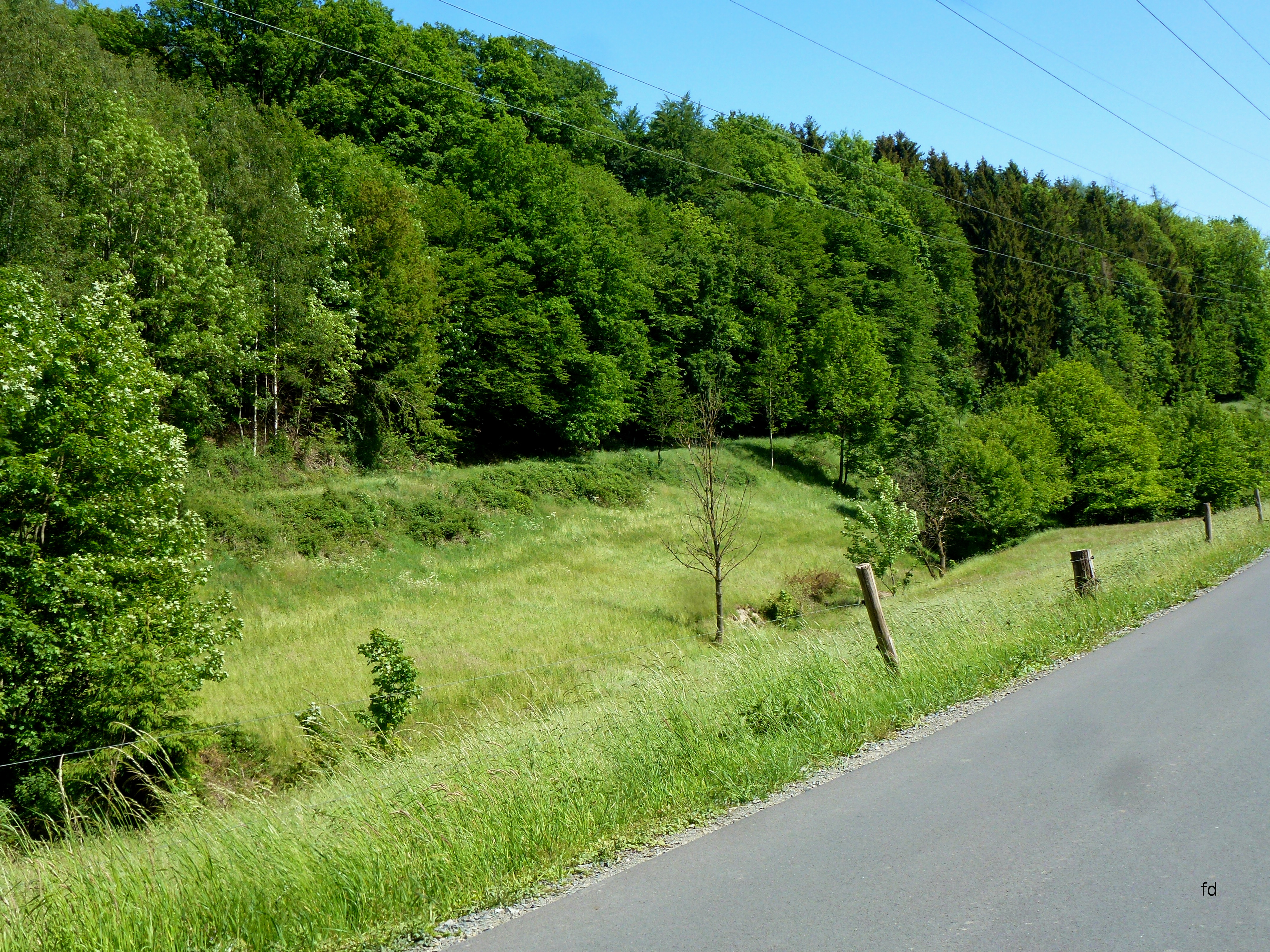
LSG Berkeibachtal

Das Landschaftsschutzgebiet Berkeibachtal mit 18,76 ha liegt im Stadtgebiet von Meschede im Hochsauerlandkreis. Es wurde 1994 mit dem Landschaftsplan Meschede durch den Kreistag des Hochsauerlandkreises erstmals als Landschaftsschutzgebiete (LSG) mit dem Namen Landschaftsschutzgebiet  Talraum des Berkeybaches südlich Eversberg und einer Flächengröße von 3,6 ha erstmals ausgewiesen. 2020 wurde das LSG mit neuem Namen und deutlich vergrößert erneut ausgewiesen. Es ist eines von 67 Landschaftsschutzgebieten in der Stadt Meschede. Dort gibt es ein Landschaftsschutzgebiet vom Typ A, 34 Landschaftsschutzgebiete vom Typ B und 32 Landschaftsschutzgebiete vom Typ C. Dieses Landschaftsschutzgebiet wurde 2020 als LSG vom Typ C, Wiesentäler und bedeutsames Extensivgrünland, ausgewiesen und gehört zum Naturpark Sauerland-Rothaargebirge. 

## Beschreibung
Das LSG liegt südlich von Eversberg. Eine Talbrücke der Bundesautobahn 46 überspannt das LSG. Im LSG befinden sich der Berkeibach (auch Berkeybach geschrieben) und Grünland.

## Schutzzweck
Zum Schutzzweck der LSG vom Typ C Wiesentäler und bedeutsames Extensivgrünland im Landschaftsplangebiet Meschede führt der Landschaftsplan auf: „Entwicklung, Erhaltung und Ergänzung eines Grünlandbiotop-Verbundsystems in den Talauen, das Tieren und Pflanzen Wanderungs- und Ausbreitungsmöglichkeiten schafft und damit der Erhaltung der Leistungsfähigkeit des Naturhaushalts dient; Sicherung der gliedernden und belebenden Wirkung offener Grünland-Lebensräume im Landschaftsbild des waldreichen Plangebietes (insbes. südlich der Ruhrachse); Erhaltung der Nutzungsfähigkeit der Naturgüter durch den Schutz fruchtbarer Talböden vor Erosion; Schutz von Feucht- und Magergrünlandstandorten, die zumindest eine potenzielle Bedeutung für den Biotop- und Artenschutz haben; Umsetzung der Entwicklungsziele 1.1, 1.4 und tlw. 1.5 zur Erhaltung und Verbesserung des landschaftsökologischen und -ästhetischen Wertes der einbezogenen Freiflächen; entsprechend dem Schutzzweck unter 2.3.1 auch Ergänzung von strenger geschützten Teilen dieses Naturraums durch den Schutz ihrer Umgebung vor Eingriffen, die den herausragenden Wert dieser Naturschutzgebiete und Schutzobjekte mindern könnten (Pufferzonenfunktion).“
Laut Landschaftsplan handelt es sich bei den „Grünland-LSG“ um Gebiete, die neben den NSG zu den landschaftlich wertvollsten Teilen des Plangebietes gehören. Zum einen handelt es sich um Talauen und Unterhänge von Kerbtälern, die dem Biotopverbund der Fließgewässersysteme dienen und das Standortpotenzial für – meist feuchtigkeitsgeprägte – artenreiche Grünlandgesellschaften aufweisen. Zum anderen werden mit dieser Festsetzung einige magere Grünlandstandorte erfasst, die ebenfalls ein erhöhtes Arten- und Biotopschutzpotenzial aufweisen und als strukturreiche kleine Kulturlandschaftsausschnitte die umgebende, geringer strukturierte Landschaft bereichern. Insbesondere  Fließgewässerabschnitte fallen häufig, wie bei diesem LSG, unter dem gesetzlichen Biotopschutz nach § 30 BNatSchG. Im LSG gilt ein Verbot einer dauerhaften Grünlandumwandlung in andere Nutzungsarten. Eine Erstaufforstung und eine Anlage von Weihnachtsbaumkulturen ist verboten.